# Saiko
Miguel Cantos Gómez, més conegut com a Saiko (Armilla, Granada, 25 de maig de 2002) és un cantant espanyol de reggaeton, pop i trap.

## Biografia
Saiko va néixer en Armilla (Granada) en 2002 i des de molt jove es va interessar per la música. Resideix en la localitat granadina d'Armilla i va començar a rapejar a 14 anys, formant el 2019 un duo juntament amb el seu germà, conegut com a Wido i Saiko.
En 2020 va començar la seva carrera en solitari. El seu primer senzill es va llançar sota el nom «Et vull fos».
No va ser fins al llançament de «Polaris» en 2022 quan l'artista granadí va arribar a la fama, malgrat que prèviament ja havia col·laborat amb artistes com Lola Índigo i Alejo en «Humitat remix» o amb Quevedo a «Jordan I» o a «Turbulències», aquest últim al costat d'altres artistes com Juseph, Fabio Colloricchio o La Pantera, i amb Kabasaki com a productor. «Polaris» va ser tot un èxit, convertint-se en disc d'or.
Una vegada aconseguit el disc d'or, va llançar a l'abril de 2023 un nou senzill titulat «Supernova», que ràpidament es va fer molt famós a l'ésser la seva tornada el de la cançó «Un violinista en la teva teulada» de Melendi, arribant al número 1 de la llista de senzills a Espanya.
També va arribar a disc d'or «Les Bratz (Remix)», en un senzill en el qual va col·laborar amb JC Reyes, Juseph, Aissa Aslani, El Bobe i Nickzzy.
Una vegada vist l'èxit de «Polaris» va llançar «Polaris Remix» en el qual col·labora amb Quevedo, Mora i Feid, tots artistes ja consagrats en el gènere. Com era d'esperar, el tema es converteix en una de les cançons de l'estiu 2023.
Tal l'èxit de «Polaris Remix», Saiko s'assenteixi en la indústria, col·laborant amb Omar Montes en «Sorra i Sal», amb Mora i Sech en «Cafè Malibú», i de nou amb Mora en «Reina», senzill del nou disc del porto-riqueny, i que aviat es va convertir en número 1 a Espanya, debutant en el top 50 de Spotify directament com a número 1 i número 15 a nivell global.
El 14 de setembre va fer un concert gratuït al costat de Quevedo a Madrid, i el 21 de setembre va fer un concert en la plaça de toros de Granada, esgotant-se totes les entrades en només cinc minuts. Aquest mateix dia llança el senzill «Bones» amb Quevedo, que en poc temps va aconseguir el número 1 a Espanya.

## Senzills
| Any  | Títol                                                                                               | Posicionament en les llistes | Certificacións           | Album       |
| Any  | Títol                                                                                               | ESP                          | Certificacións           | Album       |
| ---- | --------------------------------------------------------------------------------------------------- | ---------------------------- | ------------------------ | ----------- |
| 2020 | «Te quiero fuera»                                                                                   |                              |                          | Sense album |
| 2020 | «Tropically» (con David Marley)                                                                     |                              |                          | Sense album |
| 2020 | «Colombiana» (con David Marley)                                                                     |                              |                          | Sense album |
| 2020 | «Todo va bien» (con David Marley)                                                                   |                              |                          | Sense album |
| 2021 | «Ferrari»                                                                                           |                              |                          | Sense album |
| 2021 | «Confía»                                                                                            |                              |                          | Sense album |
| 2021 | «Humedad»                                                                                           |                              |                          | Sense album |
| 2021 | «Vibra»                                                                                             |                              |                          | Sense album |
| 2021 | «Cosas que no te dije»                                                                              | 20                           | - PROMUSICAE: x1 Platino | Sense album |
| 2021 | «Tiempo»                                                                                            |                              |                          | Sense album |
| 2021 | «Mala Fama» (con Felino Brown y SokeThugPro)                                                        |                              |                          | Sense album |
| 2021 | «Madrugada» (con Zakyo y David Marley)                                                              |                              |                          | Sense album |
| 2021 | «Cartier» (con JC Reyes)                                                                            |                              |                          | Sense album |
| 2022 | «Viernes 13»                                                                                        |                              |                          | Sense album |
| 2022 | «TA TA TA» (con Cocco Lexa e Israel B)                                                              |                              |                          | Sense album |
| 2022 | «Jordan I» (con Quevedo)                                                                            |                              |                          | Sense album |
| 2022 | «Turbulencias» (con Kabasaki, Quevedo, Juseph, LoveYi, Jader, YagoRoche, Fabbio, LaPantera y Bless) |                              |                          | Sense album |
| 2022 | «BB;(» (con Came Beats)                                                                             |                              |                          | Sense album |
| 2022 | «80s» (con David Marley)                                                                            |                              |                          | Sense album |
| 2022 | «Otro Final al Cuento» (con Lennys Rodríguez y Came Beats)                                          |                              |                          | Sense album |
| 2022 | «Humedad Remix» (con Lola Índigo y Alejo)                                                           |                              |                          | Sense album |
| 2022 | «¿Cómo te llamabas?» (con David Marley, Antony Z, Vera GRV, Delvalle y Toni Anzis)                  |                              |                          | Sense album |
| 2022 | «Fantasmita» (con Ninow y Candy)                                                                    |                              |                          | Sense album |
| 2022 | «San Walter» (con BlueFire)                                                                         |                              |                          | Sense album |
| 2022 | «Polaris» (con Came Beats)                                                                          | 29                           | - PROMUSICAE: x1 Platino | Sense album |
| 2022 | «Crystal» (con BlueFire)                                                                            |                              |                          | Sense album |
| 2022 | «EL PALO» (con ELIZALDE, Dímelo Milo)                                                               |                              |                          | Sense album |
| 2022 | «MultiTU» (con Jader, Bdp Music)                                                                    |                              |                          | Sense album |
| 2022 | «Atea» (con Came Beats)                                                                             |                              |                          | Sense album |
| 2022 | «Lunático» (con Yago Roche, Fabbio)                                                                 |                              |                          | Sense album |
| 2022 | «Keonda» (con Abhir Hathi)                                                                          |                              |                          | Sense album |
| 2022 | «Tuenti Remix» (con Raul Clyde)                                                                     | 88                           | - PROMUSICAE: x1 Platino | Sense album |
| 2022 | «Ódiame»                                                                                            |                              |                          | Sense album |
| 2022 | «Quédate»                                                                                           |                              |                          | Sense album |
| 2023 | «Sikora» (con The Prodygiez)                                                                        | 42                           | - PROMUSICAE: Oro        | Sense album |
| 2023 | «Las Bratz Remix» (con Aissa Aslani, JC Reyes, El bobe, Juseph i Nickzzy)                           | 30                           | - PROMUSICAE: x1 Platino | Sense album |
| 2023 | «Cosas Locas 2.0» (con Danny Romero, Soge Culebra, Juseph y Lucho RK)                               |                              |                          | Sense album |
| 2023 | «D X VIDA» (con Alejo)                                                                              |                              |                          | Sense album |
| 2023 | «Una última vez» (con Soge Culebra)                                                                 |                              |                          | Sense album |
| 2023 | «Supernova»                                                                                         | 1                            | - PROMUSICAE: x4 Platino | Sense album |
| 2023 | «Arena y Sal» (con Omar Montes y Tunvao)                                                            | 6                            | - PROMUSICAE: x3 Platino | Sense album |
| 2023 | «Polaris Remix» (con Quevedo, Feid y Mora)                                                          | 1                            | - PROMUSICAE: x3 Platino | Sense album |
| 2023 | «Cafe Malibú» (con Mora y Sech)                                                                     | 13                           | - PROMUSICAE: Oro        | Sense album |
| 2023 | «Antidepresivos»                                                                                    | 18                           | - PROMUSICAE: Oro        | Sense album |
| 2023 | «CARNET» (con Caleb Calloway)                                                                       | 78                           |                          | Sense album |
| 2023 | «Pa casa» (con ICON y Ryan Castro)                                                                  |                              |                          | Sense album |
| 2023 | «REINA» (con Mora)                                                                                  | 1                            | - PROMUSICAE: x1 Platino | Estrella    |
| 2023 | «Te Mentí» (con Ozuna i Ovy On The Drums)                                                           | 31                           |                          | Sense album |
| 2023 | «Buenas» (con Quevedo)                                                                              | 1                            | - PROMUSICAE: Oro        | Sense album |